# Teeth of Lions Rule the Divine
Teeth of Lions Rule the Divine là một siêu ban nhạc drone metal người Anh, được thành lập năm 2001 và tập hợp các thành viên từ những nhóm metal khác.
Tên nhóm xuất phát từ track thứ hai trong album Earth 2 của Earth. Âm nhạc của họ chậm và nặng nề, có nét tương đồng với của Khanate và Burning Witch. Ban nhạc phát hành album phòng thu duy nhất, Rampton, vào năm 2002.

## Thành viên
- Lee Dorrian - giọng (Cathedral, Napalm Death)
- Stephen O'Malley - guitar (Khanate, Sunn O))), Burning Witch, Thorr's Hammer)
- Greg Anderson - bass, organ (Goatsnake, Sunn O))), Burning Witch, Thorr's Hammer)
- Justin Greaves - trống (Iron Monkey, Electric Wizard, Crippled Black Phoenix)

## Đĩa nhạc
- Rampton - 2002 (Southern Lord Records/Rise Above Records)